# Palmah

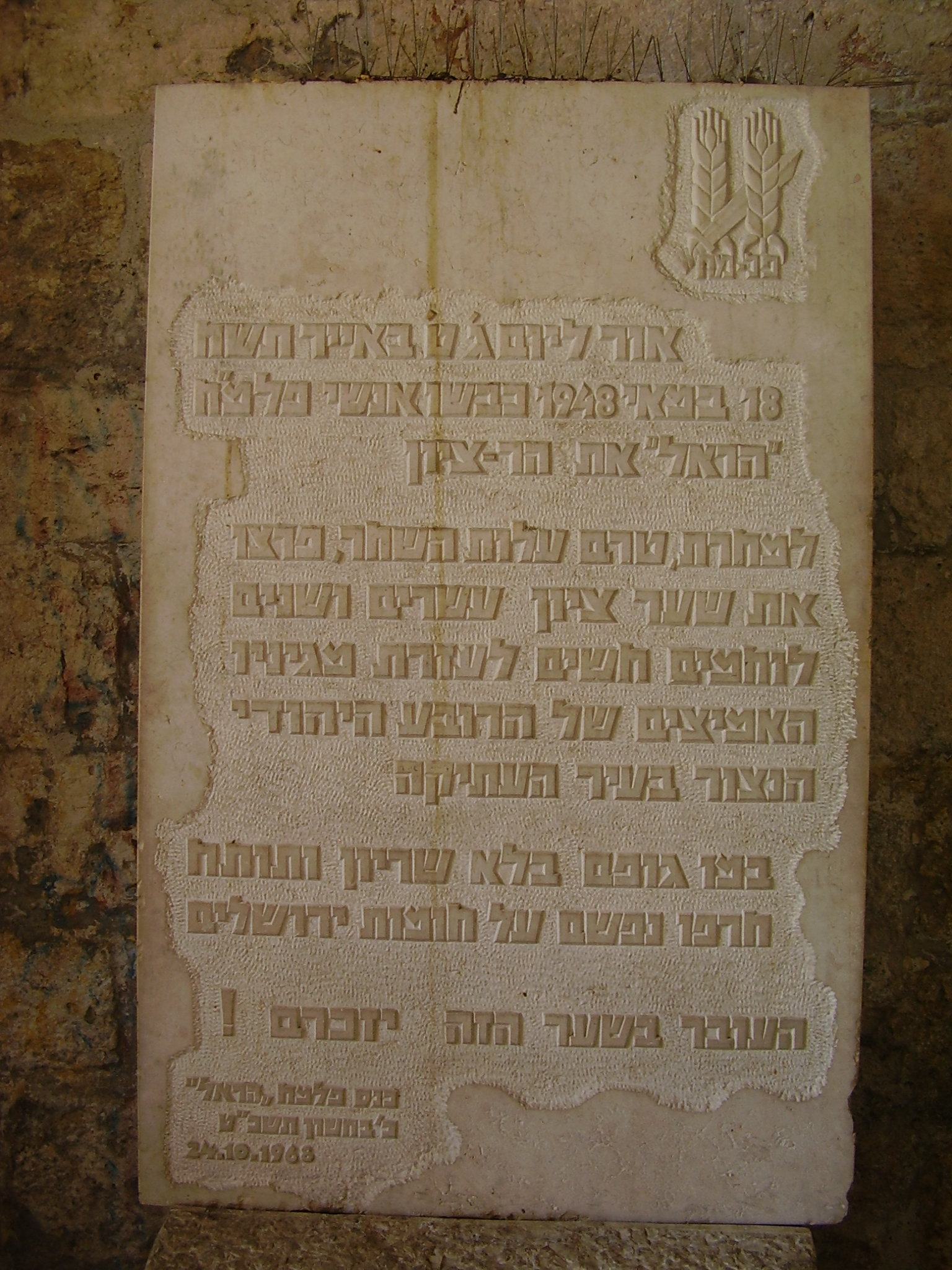
Placa del Palmah, en hebreu que commemora la reobertura de la Porta de Sió a Jerusalem, 1968.

El Palmah (hebreu: פלמ"ח‎, acrònim de Plugot Màhatz (פלוגות מחץ), "companyies d'atac"), fou una unitat d'elit integrada a la Haganà, l'exèrcit no oficial del Yixuv (comunitat jueva) durant el Mandat Britànic de Palestina. Es va crear el 15 de maig de 1941, i el 1948 consistia en tres brigades de combat: aèria, naval i d'intel·ligència. Entre els líders del Palmah es poden citar Moixé Dayan, Yitshak Sadeh, Yigal Al·lon i el futur Primer Ministre d'Israel Yitshaq Rabbín. Ésser Palmahnik (membre del Palmah) es considerava no només com un exercici de funcions militars, sinó també com una forma de vida.
El Palmah va influir significativament en la societat israeliana, molt més enllà de la seva contribució militar. Els seus membres van formar la columna vertebral de l'alt comandament de les Forces de Defensa d'Israel durant molts anys, i van ser prominents en la política israeliana, la literatura i la cultura.
A la localitat de Ramat Aviv existeix un Museu que recorda la seva aportació a la creació de l'Estat d'Israel.

## Història
Establerta per l'exèrcit britànic i la Haganà, experts britànics van entrenar i van equipar els seus membres amb armes petites i explosius per a protegir el Mandat Britànic d'una possible invasió nazi, així com per ajudar a les forces aliades d'una prevista invasió des de Síria i Líban, llavors en poder de les forces franceses de Vichy.
Després de la victòria dels britànics a El-Alamein (1942), aquests van ordenar el desmantellament del Palmah, i la totalitat de l'organització va passar a la clandestinitat i es va refugiar en els quibutsim, mentre combinava l'entrenament militar amb el treball agrícola.
Atès que els britànics havien deixat de finançar l'agrupació, Yitshak Tabenkin, president de la Unió de Quibutsim va suggerir que el Palmah es podria autofinançar, donant treball als combatents en els quibutsim. Cada quibuts seria amfitrió d'una esquadra del Palmah a canvi del subministrament d'aliments, habitatge i recursos. A canvi, els components protegien el quibuts i realitzaven treballs agrícoles. La proposta va ser acceptada a l'agost de 1942, quan també es va decidir que cada mes els membres del Palmah tenien vuit dies d'entrenament, catorze dies de treball i set dies de descans.
Els palmahnik eren, en la seva aclaparadora majoria  "haverim"  (membres o literalment "companys") de quibutsim, tant del Mapai com del Mapam, els partits socialdemòcrata i socialmarxista respectivament, de tal manera que el Palmah no era tan sols una força d'alliberament nacional sinó que també tenia aspiracions ideològiques d'esquerra.
La combinació del treball agrícola amb la formació militar significava:
1. Manteniment de la independència, fàcil mobilització de la força militar.
2. Una força en la qual els propis membres finançaven el 80% del pressupost del Palmah. Els fons de la Haganà es van destinar a la compra d'armes i entrenament.
3. La força seria difícil de localitzar.
4. Fàcil contractació de personal per als quibutsim i moixavim.
5. Creació de grups de colons, que podrien constituir la base per a futurs assentaments.
6. Educació dels soldats en els valors sionistes.

El programa combinat d'entrenament militar, treball agrícola i educació sionista es va denominar "Haj'shara Meguyeset" (הכשרה מגויסת).
Posteriorment, es va acordar amb els moviments juvenils sionistes que cada jove d'entre 18-20 anys ("Gar'een", que significa "nucli" o "nucli", en hebreu) ingressés a la formació. Aquesta va ser la base per als assentaments Nahal. La capacitació va permetre al Palmah ampliar el seu nombre i reclutar més personal a les seves files.
La formació bàsica incloïa aptitud física, armes petites, mêlée i Kapap, formació bàsica de marina, topografia, primers auxilis i esquadró d'operacions. La majoria dels membres del Palmah van rebre formació avançada en una o diverses de les següents àrees: sabotatge i explosius, reconeixement, franctiradors, comunicacions i ràdio, ús de metralladores mitjanes i lleugeres, i ús de morters de 2 i 3 polzades. Els entrenaments del pilot incloïen marxes llargues, combinades amb simulacres de suport d'artilleria, metralladores i morters.
El Palmah posava èmfasi en la capacitació i amplitud independent dels comandants sobre el terreny perquè prenguessin la iniciativa i fossin un exemple per les seves tropes. Va formar esquadres de comandos i comandants de companyia. El principal curs de capacitació de comandaments fou al Palmah i molts comandants de la Haganà van ser enviats a entrenar-se en aquest. El curs de Comando Palmah va ser l'origen de molts comandants que serien la columna vertebral de la Haganà, i, més tard, de les Forces de Defensa d'Israel.
Entre 1945 i 1946, les unitats del Palmah van dur a terme atacs contra infraestructures dels britànics, com ara ponts, ferrocarrils, estacions de radar i comissaries. Aquestes activitats es van suspendre després del tràgic "Dissabte Negre" (29 de juny del 1946), quan les forces britàniques van dur a terme detencions en massa dels dirigents de la Haganà i el Palmah .
Les unitats del Palmah van tenir una important participació durant la Guerra d'independència d'Israel. Al començament de la guerra, les unitats del Palmah eren responsables de la custòdia dels assentaments jueus (com Gush Etzion, Kefar Darom i Revivim) enfront dels atacs de les milícies àrabs. Tot i que inferiors en nombre i armes, els soldats del Palmah van organitzar la defensa dels assentaments jueus, de manera que van donar temps a la Haganá a mobilitzar la població i preparar-se per a la guerra.
Després de la creació de les Forces de Defensa d'Israel, el Palmah es va dissoldre i amb els seus integrants es van crear dues noves brigades a les FDI: la Brigada Nègueb i la Brigada Yiftah. Aquestes dues brigades van combatre en el Nègueb contra l'exèrcit egipci, on aconseguiren detenir-lo i després expulsar-lo de la Franja de Gaza i de Xarm el-Xeikh. Posteriorment, la Brigada Yiftah seria transferida a la regió nord.

## Importants palmahniks
- Alta comandància:
  - Eliahu Golomb - comandant general de la Haganà
  - Yitshak Sadeh - comandant general del Palmah
  - Giora Shanan
  - David Nammeri
  - Yohanan Retner
  - Moshe Bar-Tikva
  - Yitshaq Rabbín
- Comandants d'unitats especials:
  - Shimon Koch Avidan
  - Israel Ben-Yehuda
  - Yigal Al·lon
- Comandants d'unitats:
  - Yigal Al·lon
  - Zalman Mars
  - Moixé Dayan
  - Meir Davidson
  - Uri Brener
  - Uri Yafeh
  - Benjamin Goldstein Tzur
  - Abraham Nègueb
  - Israel Livertovski
  - Shinon Koch Avidan
  - Yehuda L. Ben-Tzur
  - Shmuel Tankus
  - Shmuel Yanai